# طواف إسبانيا 1959
طواف إسبانيا 1959 هو سباق دراجات هوائية أقيم بتاريخ 24 أبريل – 17 مايو، تكون السباق من 17 مرحلة وامتدّ لمسافة 3048 كم بسرعة 36.03 كم/س، استغرق السباق 84 ساعة 36 دقيقة 20 ثانية. فاز به الإسباني أنطونيو سواريث.

## الترتيب
| م                     | الدرّاج         | البلد   | الزمن                     |
| --------------------- | -------------- | ------- | ------------------------- |
| الفائز بالترتيب العام | أنطونيو سواريث | إسبانيا | 84 ساعة 36 دقيقة 20 ثانية |
| التسلق                | أنطونيو سواريث | إسبانيا | -                         |